# Svensk mesterskab i ishockey 1937
Det svenske mesterskab i ishockey 1937 var det 16. svenske mesterskab i ishockey for mandlige klubhold. Mesterskabet havde deltagelse af 15 klubber og blev afviklet som en cupturnering med afslutning den 26. marts 1937.
Mesterskabet blev vundet af Hammarby IF, som blev svenske mestre for anden sæson i træk og fjerde gang i alt. I finalen vandt Hammarby IF med 1-0 over Södertälje SK foran 1.500 tilskuere i Ispaladset i Stockholm i en kamp, hvor Hammarby IF egentlig var storfavoritter men alligevel kun formåede at score én gang. Det afgørende mål blev scoret i anden periode af Sven Bergquist, som inden denne sæson var vendt hjem til Hammarby efter en sæson hos AIK. Bergquist scorede også kampenes eneste mål i semifinalen mod Södertälje IF, som Hammarby ligeledes vandt 1-0.
Hammarby IF var i SM-finalen for syvende sæson i træk, og ottende gang i alt. Södertälje SK havde kvalificeret sig til slutkampen for femte gang, og det var fjerde gang at holdet måtte nøjes med sølvmedaljerne.

## Resultater

### Første runde
|                               | Nacka SK - UoIF Matteuspojkarna | 3–1 |
| Tranebergs IF - Hornstulls IF | 3–2                             |     |
| Södertälje SK - BK Nordia     | 4–0                             |     |

### Anden runde
|                               | Södertälje IF - IFK Mariefred | 3–2 |
| Karlbergs BK - IK Sture       | 2–1                           |     |
| Nacka SK - Lidingö IF         | 4–0                           |     |
| Södertälje SK - Tranebergs IF | 3–1                           |     |

### Kvartfinaler
| Dato                         | Kamp                     | Res. | Perioder      | Tilsk.  | Spillested |
| ---------------------------- | ------------------------ | ---- | ------------- | ------- | ---------- |
| 16. marts                    | Hammarby IF - IK Göta    | 3–0  | 0-0, 1-0, 2-0 | 100-200 | Ispaladset |
|                              | Södertälje IF - Nacka SK | 4–0  |               |         |            |
| AIK - IK Hermes              | 1–0                      |      |               |         |            |
| Södertälje SK - Karlbergs BK | 3–1                      |      |               |         |            |

### Semifinaler
| Dato      | Kamp                        | Res. | Perioder      | Tilsk.  | Spillested |
| --------- | --------------------------- | ---- | ------------- | ------- | ---------- |
| 20. marts | Hammarby IF - Södertälje IF | 1–0  | 1-0, 0-0, 1-0 | 500-700 | Ispaladset |
| 21. marts | AIK - Södertälje SK         | 1–3  |               |         |            |

### Finale
| Dato      | Kamp                        | Res. | Perioder      | Tilsk. | Spillested |
| --------- | --------------------------- | ---- | ------------- | ------ | ---------- |
| 26. marts | Hammarby IF - Södertälje SK | 1–0  | 0-0, 1-0, 0-0 | 1.500  | Ispaladset |

## Spillere
Hammarby IF's mesterhold bestod af følgende spillere:
- Stig Emanuel "Stickan" Andersson (3. SM-titel)
- Åke "Plutten" Andersson (2. SM-titel)
- Sven "Svenne Berka" Bergquist (2. SM-titel)
- Lennart "Joe" Hellman (2. SM-titel)
- Ragnar "Ragge" Johansson (2. SM-titel)
- Bengt Liedstrand (3. SM-titel)
- Erik "Fimpen" Lindström (1. SM-titel)
- Bertil "Berra" Lundell (4. SM-titel)
- Sigfrid "Sigge" Öberg (4. SM-titel)